# Francisco Javier de Cienfuegos e Jovellanos
Francisco Javier Cienfuegos Jovellanos (Oviedo, 12 de março de 1766 - Alicante, 21 de junho de 1847 ) foi um sacerdote , bispo e cardeal espanhol .

## Biografia
Era sobrinho do político Gaspar Melchor de Jovellanos e do arcebispo de Sevilha Alonso Marcos de Llanes Argüelles. Completou os estudos eclesiásticos em Sevilha, foi ordenado sacerdote em 1789 e obteve o grau de Doutor em Teologia em 1794. Em 21 de fevereiro de 1819 foi nomeado Bispo de Cádiz, durante seu período nesta cidade foi firme defensor de absolutismo, obstruiu em todos os momentos qualquer tentativa de reforma liberal e publicou uma pastoral na qual atacava duramente o levante de Riego em favor da constituição de 1812.
Em 26 de outubro de 1824 foi nomeado arcebispo de Sevilha e em 13 de março de 1826 recebeu a nomeação de cardeal com o título de Santa María del Popolo pelo Papa Leão XII. Em 1836, devido ao seu apoio ao carlismo, foi exilado para Alicante, onde morreu a 21 de junho de 1847, sem nunca mais regressar à sua sede episcopal, apesar de a pena de exílio ter sido suspensa em janeiro de 1844.   Os seus restos mortais foram transferidos para Sevilha em 1867 e estão enterrados em um mausoléu neogótico localizado na Capela da Grande Conceição da Catedral de Sevilha.